# Història de Roma

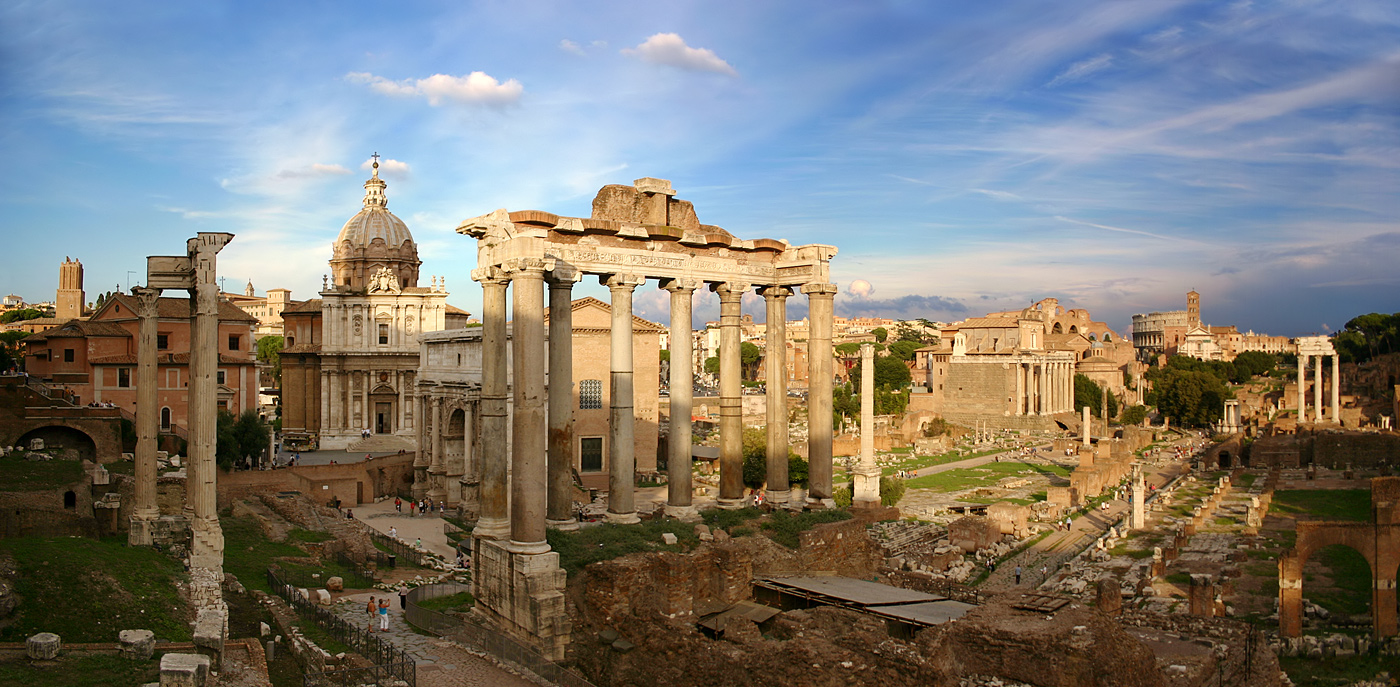
Imatge del Fòrum romà

La història de la ciutat de Roma comprèn els dos mil vuit-cents anys transcorreguts des de la seva fundació, cap a mitjan segle viii aC. Roma, que segons la tradició fou fundada el dia 21 d'abril de l'any 753 aC. Va començar sent un petit poblat de la comarca del Laci fins que esdevingué el centre d'un imperi estès per tota la Mediterrània. A partir del segle iv, sobretot després de la transformació de Bizanci en Constantinoble per l'emperador Constantí, Roma perdé la capitalitat de l'Imperi; ara bé, continuà sent un centre important de poder en esdevenir la seu del papat. Posteriorment, Roma fou, juntament amb Florència, un dels principals centres culturals i artístics del Renaixement i del Barroc.
Des del segle viii, Roma fou la capital dels Estats Pontificis, els quals van existir fins que, el 1870, la ciutat fou annexionada al regne d'Itàlia, del qual n'esdevingué la capital.

## Fundació

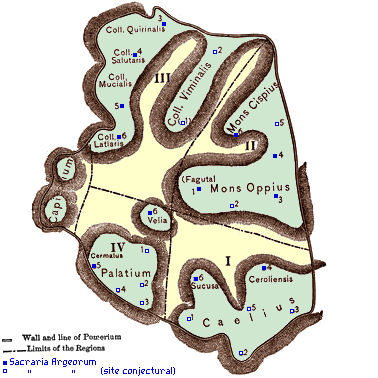
Els set turons de Roma

Roma es va originar a partir d'assentaments de pastors al turó del Palatí, a uns dotze quilòmetres del Mar Tirrè, a la vora sud del Tíber. En un altre dels set turons de Roma, el Quirinal, hi vivia la tribu itàlica dels sabins; en aquella zona, el Tíber hi fa un gual, cosa que convertia el lloc en un nus de comunicacions del centre d'Itàlia
Les troballes arqueològiques semblen haver confirmat que al segle viii aC a l'àrea de la futura Roma hi havia dos establiments fortificats, els rumi al turó del Palatí i els titientes al turó del Quirinal, mentre que als boscos del voltant, hi vivien els luceres aquests pobles eren tres de les tribus itàliques Laci, una plana al centre d'Itàlia. No coneixem pas els orígens dels pobles itàlics, però les seves llengües, pertanyents al tronc indoeuropeu, es difongueren des de l'est durant la segona meitat del II mil·lenni aC
La data tradicional de la fundació de Roma (21 d'abril del 753 aC) fou establerta posteriorment per l'historiador Publi Terenci Varró, el qual assignava una durada de trenta-cinc anys a cadascuna de les set generacions corresponents als antics reis de Roma. Troballes de peces de ceràmica indiquen que la zona de Roma havia estat habitada en una data tan primerenca com el 1400 aC, com també a la zona del Fòrum, s'hi han trobat esquelets dels segles segle x aC.
Durant el segle viii aC, pobles itàlics com ho eren els llatins a l'oest, els sabins, a la vall superior del Tíber, els umbres, al nord-est, els samnites, al sud, els oscs i d'altres tenien com a veïns els etruscs al nord i els grecs al sud, els quals havien fundat les colònies de Cumes, Nàpols i Tàrent, com també havien colonitzat l'àrea oriental de Sicília; era tan important la presència grega al sud d'Itàlia, que els romans anomenaren aquesta regió la Magna Graecia.
Els etruscs, dits etrusci o tusci en llatí, van influir profundament la cultura romana, tal com ho indica l'origen etrusc atribuït a alguns dels reis mítics de Roma o el fet que en els monuments funeraris etruscs s'hi poden trobar els prototips de les armes dels gladiadors

### Domini etrusc

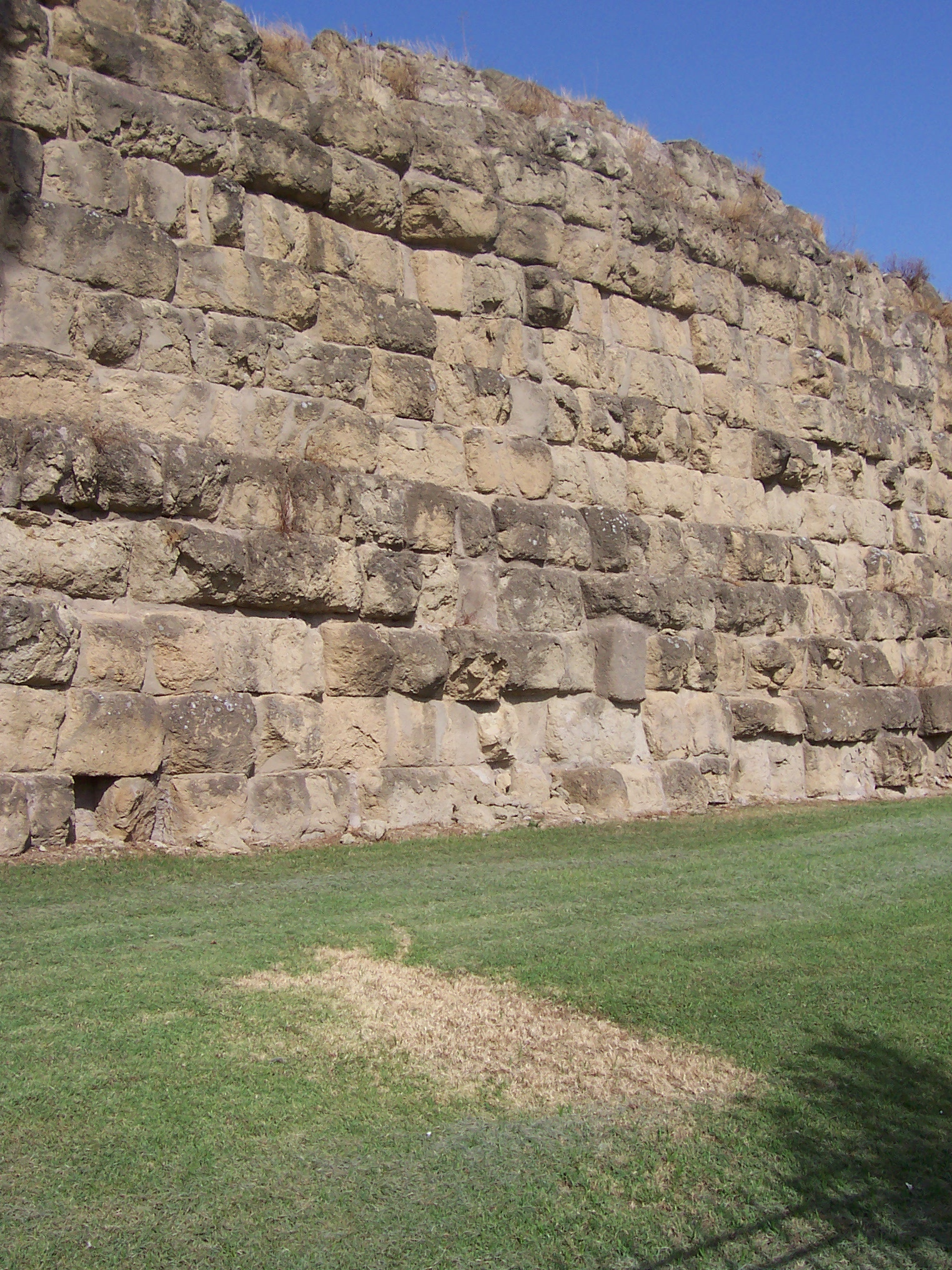
Muralles construïdes pel rei Servi Tul·li.

A partir de mitjans del segle vii aC, els etruscos inciaren una expansió que els dugué a entrar en contacte amb els grecs del sud d'Itàlia. Sembla possible, com creuen alguns historiadors, que, arran d'aquesta expansió, els etruscos dominessin Roma i tot el Laci; d'entre els set reis mítics de Roma, n'hi ha dos, Tarquí Prisc i Tarquí el Superb, d'identificats sinó com a etruscos si com a persones d'origen etrusc; els seus noms poden ser una referència al poble etrusc de Tarquínia; potser fou sota la dominació etrusca que a Roma es construïren obres públiques com ara el Pont Sublici, edificat al gual del Tíber, i la Cloaca Maxima, un testimoni de la transformació d'una comunitat pastoral en ciutat. Una altra influència cultural etrusca es donà en el camp de la religió; segons sembla els déus de la Tríada Capitolina Júpiter, Juno i Minerva tenen el seu origen en divinitats etrusques com ara Uni, Tínia i Menrva. També fou dels etruscs que els romans adoptaren la versió occidental de l'alfabet grec. Segons sembla, a la darreria del segle vi aC, el domini etrusc entrà en crisi, cosa que Roma, i d'altres pobles, aprofitaren per alliberar-se'n; en la història de Roma, la fi del domini etrusc va associada amb l'abolició de la Monarquia i la instauració de la República

### República Romana

Extensió de la República Romana

A principis del segle v aC, Roma va unir-se amb les ciutats llatines per defensar-se dels atacs dels sabins; després de la victòria del llac Règil (493 aC), Roma va recuperar l'hegemonia sobre els pobles llatins que havia perdut després de la fi de la Monarquia. Després de tota una sèrie de lluites, aquesta supremacia quedà consolidada a principis del segle iv aC, quan, el 393 aC, quan els romans sotmeteren els volscs i els eques; un any abans, el 394 aC, també conqueriren la població etrusca de Veïs. Aleshores, el poder etrusc quedà reduït a Etrúria, i Roma dominava el Laci
Tanmateix, el 387 aC Roma fou saquejada i incendiada pels gals, dirigits pel cabdill Brennus, qui també havia envaït Etrúria. Poc després, el cònsol Marc Furi Camil derrotà Brenus a Túsculum, la qual cosa dugué a la conquesta romana d'Etrúria i d'altres territoris gals del nord.
Vers el 345 aC, Roma va dirigir el seu expansionisme cap al sud, contra els pobles llatins; el seu principal enemic a la zona eren els samnites, els quals van vèncer els romans en la batalla de les Forques Caudines (321 aC). Malgrat algunes derrotes com aquesta, a principis del segle iii aC, els romans acabaren sotmetent les ciutats gregues del sud i, així, arribaren a dominar més de la meitat d'Itàlia. Fou després de les guerres púniques, que Roma va estendre el seu domini fora d'Itàlia i començà així el procés d'expansió que donaria origen a l'Imperi Romà
Al segle ii aC, la població de Roma va créixer, ja que s'hi establiren molts pagesos d'altres contrades d'Itàlia, arruïnats per la competència que els feien els latifundis on els grans terratinents hi feien treballar grans ramats d'esclaus. L'any 146 aC, els romans saquejaren Corint i destruïren Cartago, amb la qual cosa sotmeteren Grècia i el nord d'Àfrica; Roma esdevingué, doncs, la ciutat més important de la Mediterrània occidental; a partir d'aleshores, molts ciutadans romans miraren d'afirmar el seu prestigi fent erigir monuments i obres públiques a la ciutat; així, al segle i aC, Pompeu feu construir el Teatre de Pompeu, el primer teatre permanent construït a la ciutat, i, després, Juli Cèsar va dissenyar un ambiciós projecte de construccions, entre els quals destaquen la Basílica Júlia i un nou edifici per al Senat.

### Roma imperial

Estendard de l'Imperi Romà

A Roma, les guerres civils del segle i aC dugueren a la fi de la República i a la proclamació de l'imperi, materialitzada el 27 aC quan el Senat concedí el títol d'August a Octavi, vencedor de Marc Antoni en la que fou la darrera de les guerres civils.
Aleshores, Roma, capital d'un imperi estès per tota la Mediterrània, era segurament la ciutat més gran del món i, potser, la més gran construïda abans del segle xix; la seva població es calcula en una xifra situada entre els 450.000 i els 3,5 milions d'habitants.
L'emperador August va dur a la pràctica molts dels projectes de Juli Cèsar i també d'altres de creats per ell mateix com ara el Fòrum d'August o l'Ara Pacis; els seus successors seguiren una política semblant. Després de l'incendi de Roma, esdevingut sota el regnat de Neró, una gran part de la ciutat quedà destruïda, cosa que s'aprofità per dur a terme noves construccions.
Roma era una ciutat subsidiada per l'Estat, qui pagava entre un 15 i un 25% de l'aprovisionament de gra a la ciutat; en l'aspecte comercial i industrial, hi havia molta més activitat a altres ciutats com ara Alexandria; fou gràcies als subsidis de l'Estat que Roma podia mantenir la seva gran població. Cap a la fi del segle ii, però, una pesta va afectar Roma, provocant una mortaldat de dues mil persones diàries; una de les víctimes de la pesta fou l'emperador Marc Aureli; la ciutat no va recuperar-se d'aquesta pèrdua i, al final del segle iii la seva població encara no havia igualat la xifra d'habitants d'abans de la pesta.
Durant el segle iii, l'Imperi va veure's sacsejat per una profunda crisi en què l'amenaça dels bàrbars es combinà amb la inestabilitat política, patent en el període de l'Anarquia militar, en què unitats de les legions s'alçaven proclamant emperador el seu general. En aquest ambient de crisi, per protegir la ciutat, l'any 273 l'emperador Lluci Domici Aurelià ordenà la construcció d'unes grans muralles, que tenien un perímetre de vint quilòmetres.
Aquesta crisi fou superada gràcies a l'arribada la poder de l'emperador Dioclecià (284 - 305), el qual garantí una certa estabilitat a l'Imperi mitjançant tota una sèrie de reformes, la més important de les quals fou la instauració de la Tetrarquia, en la qual l'Imperi era governat per dos emperadors, a qui corresponia el títol d'August, per sota dels quals hi havia dos Cèsars; l'Imperi quedava dividit en quatre grans districtes cadascun dels quals quedava sota el govern d'un dels quatre tetrarques, cadascun dels quals tenia la seva capital. Les capitals de la Tetrarquia foren:
- Nicomèdia, al nord-oest de l'Àsia Menor, lloc de defensa contra els perses, era la residència de Dioclecià, l'August d'Orient, i veritable home fort del règim
- Sírmium, a Il·líria, residència de Galeri, el Cèsar d'Orient
- Milà, residència de Maximià, l'August d'Occident
- Augusta Treverorum, residència de Constanci Clor, el Cèsar d'Occident

Com pot veure's, cap dels tetrarques tenia la seva seu a Roma, la qual, a partir d'aleshores perdé la condició de capital de l'Imperi; poc després, l'any 330 Constantí fundà Constantinoble com a nova capital de l'imperi, i una gran part de l'aristocràcia romana emigrà a la nova capital. Quan Teodosi dividí l'Imperi entre Orient i Occident, la capitals de l'Imperi occidental fou Ravenna, però no pas Roma. El Senat perdé una gran part del seu poder, però, tot i així, encara conservà el seu prestigi.

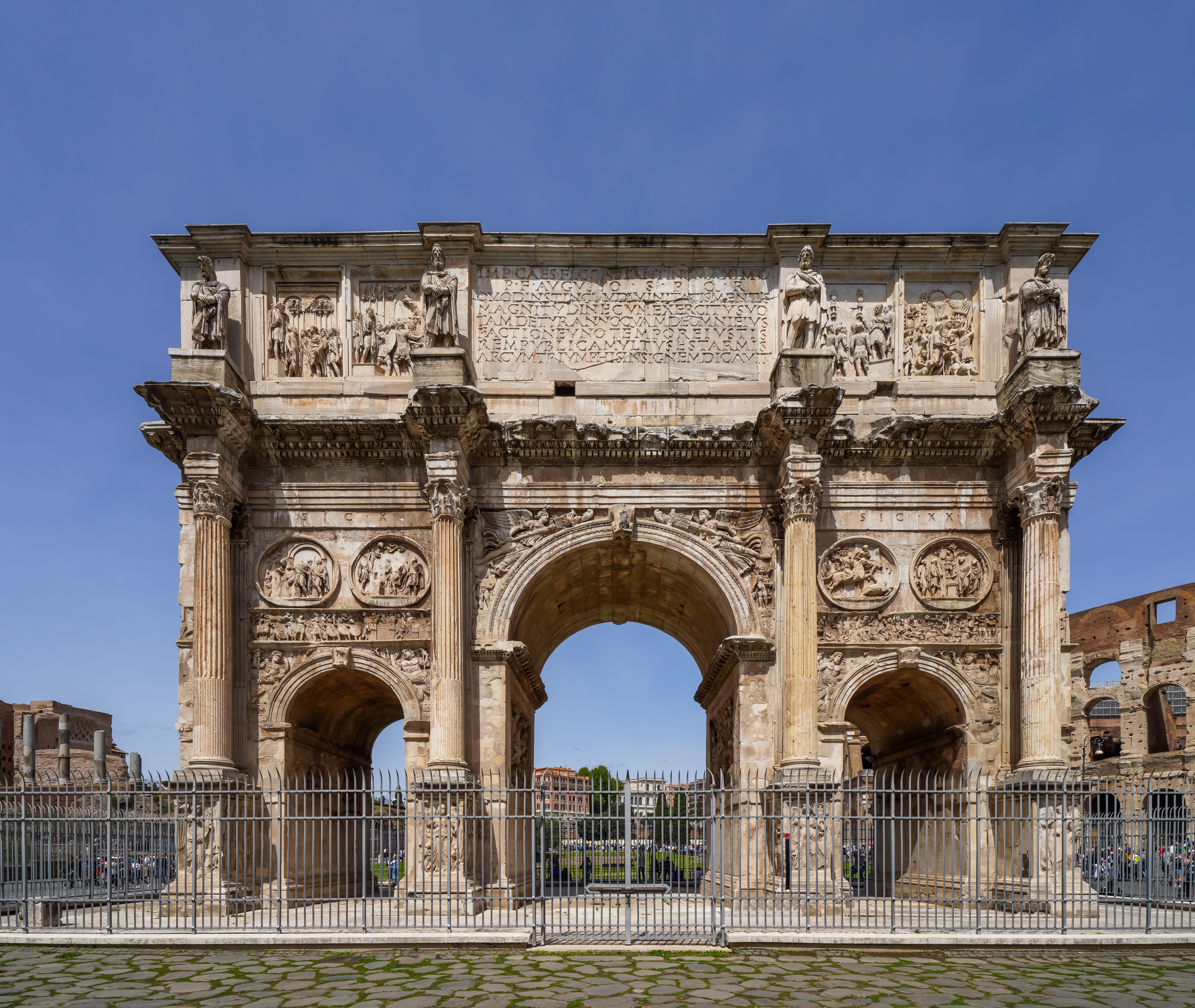
Arc de Constantí.

El 313, Constantí promulgà l'Edicte de Milà, que concedia la llibertat als cristians, abandonant així la política de persecució duta per Dioclecià. Ara bé, la política de Constantí amb els cristians va anar força més enllà d'una simple tolerància, ja que va afavorir-los com a nova religió de l'Imperi; així, els bisbes, dirigents de l'Església, esdevingueren una nova aristocràcia de l'imperi. La política religiosa de Constantí fou seguida per tots els emperadors del segle iv, amb l'única excepció de Julià l'Apòstata (361 - 363), qui, sense èxit, intentà restaurar el paganisme. Finalment, el 391 Teodosi (379 - 395) va declarar el cristianisme l'única religió oficial de l'imperi, començant així la persecució del paganisme.
En aquest context de cristianització de l'imperi, el bisbe de Roma, dit posteriorment papa, esdevingué el cap religiós de l'Imperi occidental, tal com ho establí l'Edicte de Tessalònica del 380; alguns temples pagans foren reciclats en esglésies, així el Temple de Ròmul i Rem esdevingué l'església dels sants Cosme i Damià, que també eren germans bessons, i el Panteó, temple de tots els déus, esdevingué l'Església de Tots els Màrtirs. Malgrat tot, Roma fou un dels darrers baluards del paganisme, al qual s'hi mantenien fidels els aristòcrates i els senadors; així, el 408, davant de l'amenaça dels visigots d'Alaric I, el Senat i el prefecte proposaren dur a terme sacrificis pagans, cosa que el papa va haver d'acceptar.
Malgrat la pèrdua de la capitalitat, Roma conservava un cert prestigi i, així, els emperadors van fer-hi fer construccions; Dioclecià hi ordenà l'edificació d'unes termes, Maxenci, una basílica al Fòrum, i Constantí un arc de triomf per celebrar la seva victòria sobre Maxenci; per altra banda, Constantí feu donació del Palau del Laterà al bisbe de Roma, així com ordenà construir la primera basílica cristiana, consagrada a Sant Pere, edificada sobre les restes de l'antic circ de Neró.

## Roma medieval

### Bàrbars i romans d'Orient

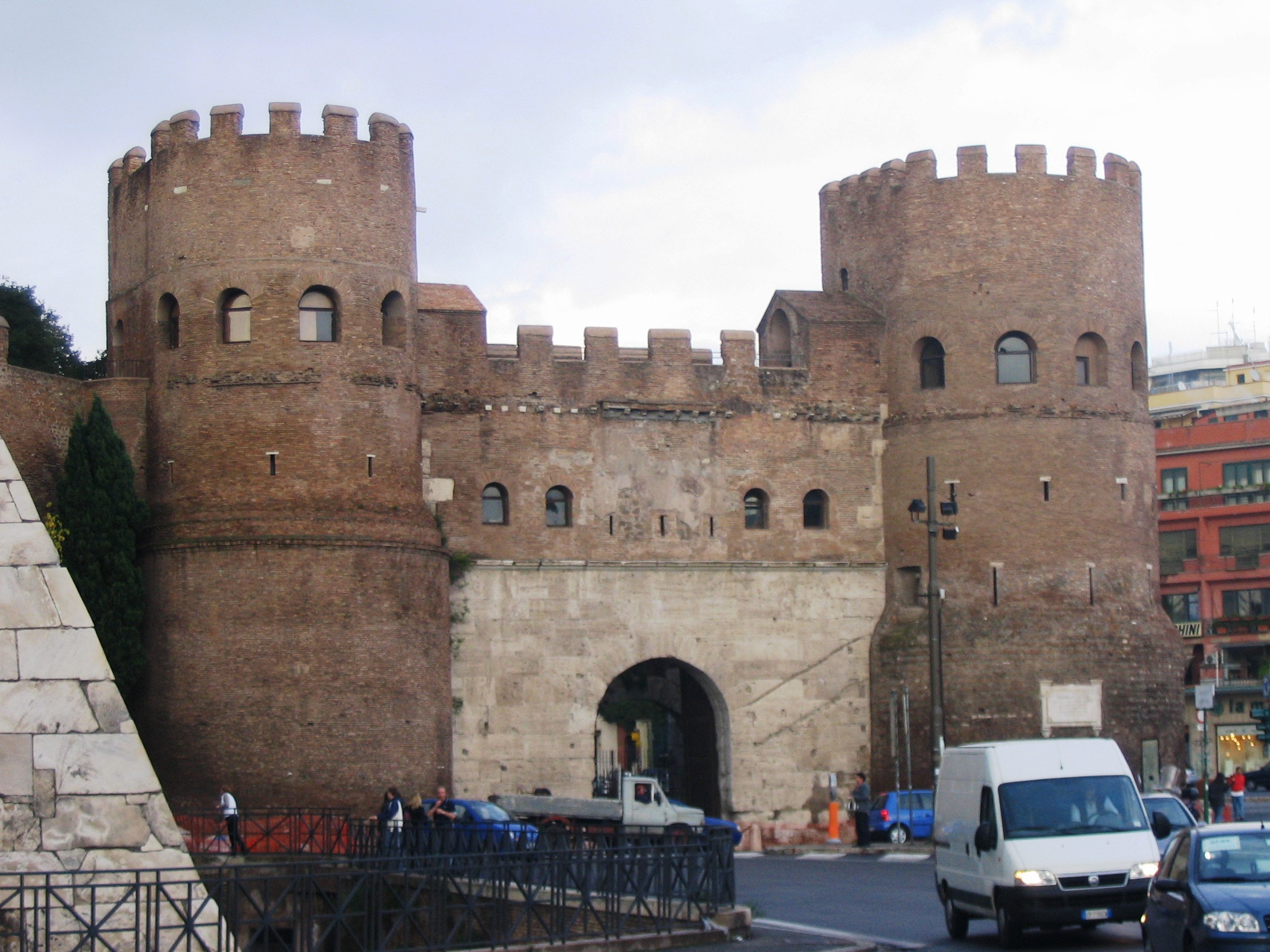
Muralles construïdes durant l'etapa medieval.

Durant el segle v, Roma patí els saquejos del rei dels visigots Alaric I (410), dels vàndals de Genseric (455) i de les tropes del general Ricimer, sublevades perquè no cobraven (472); finalment, el 476, la deposició de l'emperador Ròmul Augústul pel rei dels hèruls Odoacre marcà la fi de l'Imperi Romà d'Occident; aleshores, es considerà que l'Imperi es reunificava sota l'única autoritat de l'emperador d'Orient Zenó, qui reconegué Odoacre com a patrici d'Itàlia, el qual s'establí a Ravenna, l'antiga capital de l'Imperi d'Occident.
El 488, Zenó, que sospitava de la lleialtat d'Odoacre, prometé al seu vassall Teodoric, rei dels ostrogots el govern d'Itàlia si n'eliminava Odoacre. Teodoric marxà cap a Itàlia, i derrotà Odoacre a Aquileia (488), Verona (489), i el 490, assetjà Odocacre a Ravenna; la batalla tingué un resultat incert; el 2 de febrer de 493, Teodoric i Odoacre signaren un tractat on s'establia el govern conjunt d'Itàlia; s'organitzà un banquet per celebrar el tractat, durant el qual Teodoric assassinà Odoacre; aquest fou l'origen del regne ostrogot d'Itàlia, amb capital a Ravenna.
En aquest període, el Senat continuava administrant Roma, compartint el poder amb el papa, que acostumava a procedir d'una família senatorial.
A Orient, l'emperador Justinià I (527 - 565) decidí reconquerir les províncies occidentals envaïdes pels bàrbars; així, les tropes romanes d'Orient del general Belisari conqueriren Roma el 536; ara bé, deu anys després, el 546 el rei ostrogot Totila ocupà de nou la ciutat, Belisari recuperà la ciutat, però els ostrogots l'ocuparen de nou el 549; el 552, el general romà d'Orient Narses prengué de nou Roma, amb la qual cosa s'acabaren les Guerres Gòtiques (535 - 552), les quals deixaren Itàlia feta un desert; Roma quedà pràcticament en ruïnes; els aqüeductes destruïts durant les guerres no van ser reparats i així la població de Roma, reduïda a uns cinquanta mil habitants, es concentrà a les vores del Tíber i del Camp de Mart, abandonant els barris sense proveïment d'aigua. Justinià va intentar subvencionar la reconstrucció dels edificis i infraestructures de Roma -amb impostos extrets d'una Itàlia empobrida-, però la mesura resultà insuficient. Després de les guerres, fou restablert el Senat, el qual, però, quedava sota el control de les autoritats imperials de Ravenna.
Tanmateix, el Papa, és a dir, el bisbe de Roma, era una de les figures religioses cabdals de l'Imperi i, dins de la ciutat, tenia més poder que les restes del Senat o les autoritats romanes d'Orient; per això, el govern de Roma quedà en gran part a les mans de l'Església.
El 568, Alboí, rei dels longobards, s'apoderà de les regions de Benevento, Llombardia, Piemont, Spoleto i Toscana, amb la qual cosa, l'autoritat imperial quedà restringida a petites illes i a les rodalies d'algunes ciutats costaneres com ara Ravenna, Nàpols, Roma i la zona de la futura Venècia. L'únic territori de l'interior sota control de l'Imperi era Perusa, enllaç entre Roma i Ravenna. El 578 i, de nou, el 580, el Senat, en els seus darrers actes, va haver de demanar ajuda a l'emperador Tiberi II (578 - 582) contra els ducs llombards, Faroald I de Spoleto i Zotto de Benevento.
L'emperador Maurici (582 - 602) va aliar-se amb el rei franc Khildebert II d'Austràsia (575 - 595), el qual envaí els territoris llombards els anys 584, 585, 588 i 590. Aleshores, Roma havia patit els desastres d'una inundació del Tíber el 589 i una epidèmia el 590. Arran d'aquesta epidèmia es creà la llegenda que el papa Gregori I (590-604), acabat d'elegir, estava fent una processó que passava per la tomba d'Adrià; aleshores, un àngel s'aparegué sobre l'edifici brandant la seva espasa de foc com a senyal que l'epidèmia s'acabaria; d'ací que la tomba d'Adrià acabés dient-se Castel Sant'Angelo.

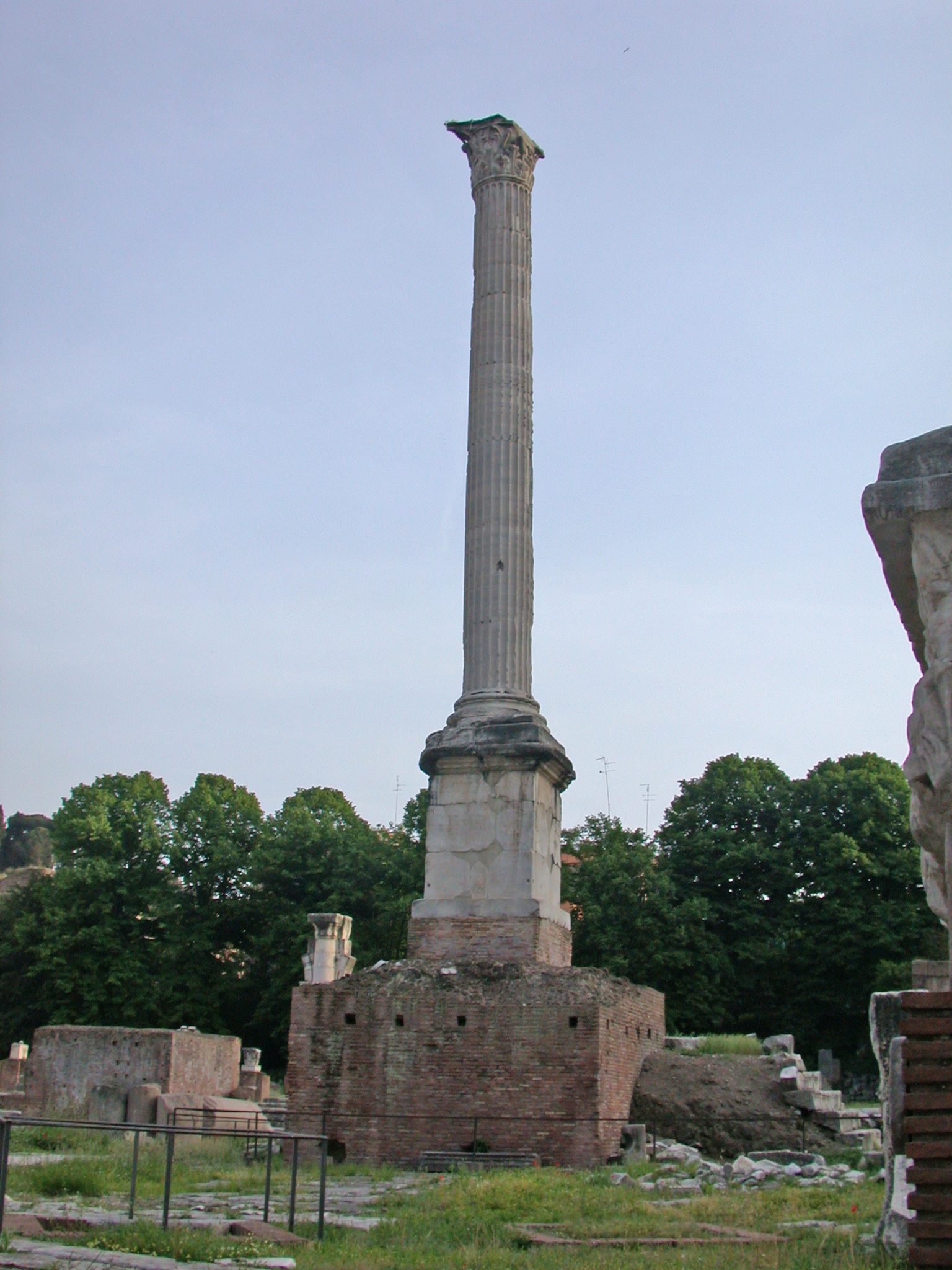
Columna de Focas, l'últim monument imperial realitzat al Fòrum romà.

El rei llombard Agilulf (591 - 616) va arribar a un tractat de pau amb Khildebert, i procedí a atacar Nàpols i Roma el 592. Com que l'emperador havia de defensar les fronteres orientals i els Exarques -governadors imperials- de Ravenna foren incapaços d'evitar la caiguda de Roma, el papa Gregori I va negociar un tractat de pau amb els llombards (598), reconegut després per l'emperador Maurici.
La posició del papa -el Patriarca de Roma segons els romans d'Orient- s'enfortí després que l'any 602 a l'Imperi Flavi Focas destronés Maurici i es proclamés emperador. Focas va reconèixer la primacia del Papa sobre el Patriarca de Constantinoble i fins i tot, el 607, va decretar que el Papa era el cap de tota l'Església cristiana. Fou durant el regnat de Focas que s'erigí a Roma el darrer monument imperial: la Columna de Focas situada al Fòrum; l'emperador també feu donació al papa del Panteó, un antic temple tancat des de feia segles, i potser així se'n va evitar la destrucció.
Durant el segle vii, l'afluència d'oficials i eclesiàstics romans d'Orient feu que a Roma tant la noblesa com les altes jerarquies de l'Església adoptessin el grec com a llengua de cultura. Tanmateix, aquesta forta influència cultural no va significar que Roma acceptés totes les doctrines religioses emanades de Constantinoble; així, en la qüestió del monotelisme, els papes no acceptaren les postures teològiques romanes d'Orient; el 653, a causa del seu rebuig a les posicions doctrinals de Constantinoble, el papa Martí I fou deportat a Constantinoble i, després d'haver estat sotmès a judici, exiliat a Crimea, on va morir.

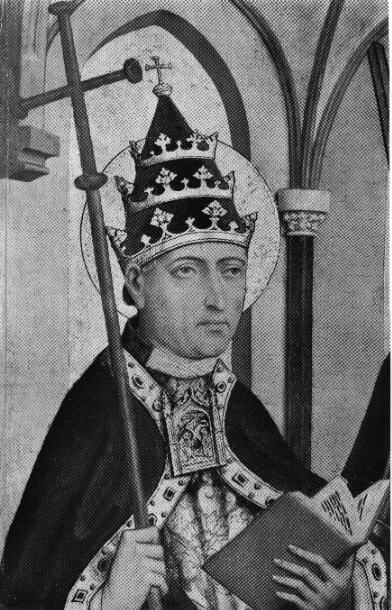
Imatge del papa Gregori II

El 663, l'emperador Constanci II va visitar Roma, la primera visita imperial en dos segles, la qual cosa, però, va resultar ser el pitjor desastre patit d'ençà de les Guerres Gòtiques perquè l'emperador ordenà extreure tot el metall de Roma, fins i tot de les estàtues i els edificis, per aconseguir armes per lluitar contra els àrabs. Malgrat tot, tant Roma com el papat preferien el govern romà d'Orient, primer, perquè l'alternativa era la dominació llombarda i, segon, perquè el proveïment d'aliments a la ciutat procedia de dominis papals existents en diferents llocs de l'imperi, principalment a Sicília. Tanmateix, el 727, el papa Gregori II va rebutjar els decrets de l'emperador Lleó III Isàuric imposant la doctrina iconoclasta. Després d'haver intentat apoderar-se del Papa, l'emperador va enviar tropes de l'Exarcat de Ravenna a les ordres de l'exarca Pau, les quals, però, foren aturades pels llombards de Tuscia i Benevento. L'1 de novembre del 731, un concili convocat pel papa Gregori III a la Basílica de Sant Pere excomunicà els iconoclastes; l'emperador hi respongué confiscant els dominis papals de Calàbria i Sicília, transferint-los, en alguns casos, al Patriarca de Constantinoble; així, Roma fou expulsada de l'Imperi Romà d'Orient.
Aleshores, el regne llombard vivia un període expansionista sota el rei Liutprand. El 730, va saquejar la rodalia de Roma en una expedició punitiva en resposta al suport donat pel papa al duc de Spoleto; a més, el rei llombard va aliar-se amb l'imperi. En aquestes circumstàncies, davant la necessitat de trobar nous protectors, el 739 Gregori III s'adreçà a Carles Martell, majordom de palau que governava el regne franc i que havia vençut els àrabs en la batalla de Poitiers (732).
El rei llombard Aistulf, successor de Liutprand, va conquerir Ferrara i Ravenna, posant fi d'aquesta manera a l'Exarcat romà d'Orient; Roma semblava ser el següent objectiu. El 754, el papa Esteve II es dirigí a la Gàl·lia on conferí al rei franc Pipí I el Breu, fill de Carles Martell, el títol de patricius romanorum, és a dir, de protector de Roma; l'agost d'aquell any, el rei i el Papa passaren els Alps i derrotaren Aistulf a Pavia; tanmateix, quan Pipí se'n tornà cap a Saint-Denis, Aistulf, trencant la seva promesa, assetjà Roma durant cinquanta-sis dies el 756, fins que li va arribar la notícia que Pipí el Breu es desplaçava cap a Itàlia; aleshores, Pipí concedí al papa el govern de tota una sèrie de territoris del centre d'Itàlia, i aquest fou l'origen dels Estats Pontificis. El 771, el nou rei llombard Desideri d'Ístria concebé un pla per conquerir Roma i capturar el papa Esteve III; el rei comptava amb la complicitat del partit llombard de Roma. Tanmateix, el pla fracassà, i el papa Adrià I, successor d'Esteve III, demanà ajuda a Carlemany, fill i successor de Pipí el Breu; el rei franc derrotà Desideri el 773 i s'annexionà el seu regne; a partir d'aleshores, Roma va moure's dins l'òrbita del regne franc.

### Roma i el Sacre Imperi

#### Imperi Carolingi

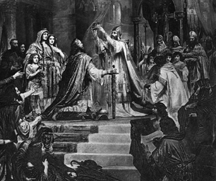
Representació medieval de la coronació de Carlemany.

El 25 d'abril del 799 el papa Lleó III dirigia l'habitual processó des del Laterà fins a l'Església de San Lorenzo in Lucina la qual transcorria per la Via Flamínia (actualment Via del Corso). Aleshores, dos nobles, partidaris de l'anterior papa Adrià I, descontents amb l'excessiva submissió de Lleó III envers Carlemany, atacaren la processó i atemptaren contra el Papa, el qual, després d'aquests fets, fugí cap al regne dels francs; el novembre de l'any 800, Carlemany va entrar a Roma amb un fort exèrcit i un bon nombre de bisbes francs, i va anunciar l'obertura d'un procés judicial per esclarir si Lleó III era o no un legítim papa; tal com era previsible, el tribunal es pronuncià a favor de Lleó, i els conspiradors que havien atemptat contra seu hagueren d'exiliar-se; poc després, el dia de Nadal de l'any 800, Lleó III coronà emperador Carlemany durant la missa que oficiava a la Basílica de Sant Pere; així, Roma trencava els seus lligams amb l'Imperi d'Orient erigint un imperi rival, basat en la conquesta per Carlemany de gairebé tots els territoris de la Cristiandat occidental.
Sota el regnat de l'emperador Lluís el Pietós (814 - 840), fill i successor de Carlemany, l'Imperi va entrar en crisi, sobretot arran de les disputes dels fills de l'emperador per repartir-se'l, tal com efectivament feren al Tractat de Verdun del 843 en què l'Imperi es dividí entre Carles el Calb, rei de la França Occidental, Lluís el Germànic, rei de la França Oriental, i Lotari, a qui a més del títol d'emperador li correspongué el nord d'Itàlia i una franja de territori entre els regnes dels seus germans dit Regne de Lotaríngia. La divisió de l'imperi, però, no va posar fi a les disputes entre els fills i, després, els nets de Lluís el Pietós amb la qual cosa, l'Imperi Carolingi va anar afeblint-se cada cop més.
Després que el títol d'emperador passés de Lotari al seu fill Lluís el Jove (855 - 875) i d'aquest al seu oncle Carles el Calb (875 - 877), al final, el 885 fou coronat emperador Carles el Gros, rei de la França Oriental i fill de Lluís el Germànic; ara bé, Carles, que regnà sobre tot l'imperi, es mostrà com un monarca feble i incapaç, per la qual cosa el 887 fou destronat. La deposició de Carles el Gros marcà la fi del poder carolingi; aleshores, el títol d'emperador se'l disputaren diferents prínceps emparentats amb la nissaga carolíngia. En totes aquestes lluites, els papes sempre usaren la concessió del títol imperial com a esquer per guanyar-se la fidelitat d'algun dels pretendents en lluita. Així, el 889 el papa Esteve V coronà rei d'Itàlia i emperador el duc Guiu de Spoleto, rival de Berenguer de Friül; el 892, Guiu III de Spoleto obligà el papa Formós I a coronar el seu fill Lambert II com a coemperador; ara bé, per deslliurar-se de la tutela dels ducs de Spoleto, el 893 Formós convidà Arnulf de Caríntia a acudir a Pavia per deposar Guiu i ser coronat emperador; Arnulf envià una expedició a Itàlia que acabà derrotant Guiu i imposà Berenguer de Friül com a rei d'Itàlia vassall d'Arnulf, qui, el 896, després d'haver pres Roma i haver alliberat Formós, presoner de Lambert II i de la seva mare Ageltrudis, seria coronat emperador pel papa.
Després que el 896 l'emperador Arnulf se'n tornés cap a Germània i es desentengués dels afers italians, Lambert II i Berenguer de Friül acordaren repartir-se Itàlia; ara bé, aviat arribaren a la guerra en què Berenguer fou vençut i fet presoner; tanmateix, Lambert II va morir el 898, i Berenguer quedà com amo de la situació a Itàlia fins que, el 899, fou derrotat en la batalla de Brenta pels invasors magiars.
L'any 900, veient Berenguer incapaç de defensar Itàlia, un grup de nobles cridà el rei Lluís de Provença, el qual passà els Alps i derrotà Berenguer; el 901, el papa Benet IV coronà Lluís emperador; ara bé, el 902 Berenguer derrotà Lluís i l'obligà a prometre no tornar mai més a Itàlia; el 905, Lluís trencà la promesa i tornà a envair Itàlia, Berenguer el derrotà a Verona, el feu presoner, i, per no haver complert la seva paraula, li feu arrencar els ulls; per això, Lluís de Provença és conegut com a Lluís el Cec; malgrat la seva ceguesa, Lluís governà Provença vint anys més fins a la seva mort.
A Roma, durant el segle ix calia lluitar contra els àrabs els quals havien conquerit Sicília i amenaçaven el sud d'Itàlia; per això, el papa Pasqual I (817 - 824) ordenà traslladar les relíquies dels màrtirs cap a dins del recinte emmurallat; el 846, els pirates musulmans saquejaren la Basílica de Sant Pere, situada fora de l'antic recinte emmurallat; per això, el 852, el Papa Lleó IV feu construir unes noves muralles a l'altra banda del Tíber; la zona protegida per aquestes noves fortificacions es coneix com la Ciutat Lleonina. El gener del 915 el Papa Joan X forjà una aliança entre Berenguer de Friül i d'altres magnats italians; com que les forces enviades per Berenguer resultaren decisives en el setge de Garigliano on els àrabs foren vençuts, el papa coronà Berenguer emperador a Roma el desembre del 915. Tanmateix, com a emperador, Berenguer no mostrà gaire interès a intervenir en afers de fora del seu regne d'Itàlia; a la mort de Berenguer (924), el títol d'emperador quedà vacant.

#### Crisi delseglex
El col·lapse de l'Imperi carolingi significà per a Roma l'inici d'una època de greus desordres i d'inestabilitat, que donà origen al període conegut com el Segle de Ferro de l'Església dit també de la pornocràcia. Des de la proclamació del papa Sergi III (904 - 911) fins a la mort del Papa Joan XII (955 - 964), Roma estigué controlada per tres famílies rivals: els teofilactes, els alberic i els tusculans les quals manipulaven l'elecció -i la deposició- dels papes. El resultat fou la proclamació de molts papes de moralitat dubtosa, la mort violenta d'alguns pontífexs i l'existència simultània de dos o més papes rivals. Uns personatges claus d'aquesta època foren Teodora i les seves filles Maròcia i Teodora, pertanyents a la família dels Teofilactes. Segons es creu, Maròcia fou l'amistançada del papa Sergi III i la mare del Papa Joan XI, també se la considera la instigadora de l'assassinat del Papa Joan X, que hauria ordit per tal d'afavorir la proclamació papal del seu favorit Lleó VI.

#### Imperi Romano-Germànic

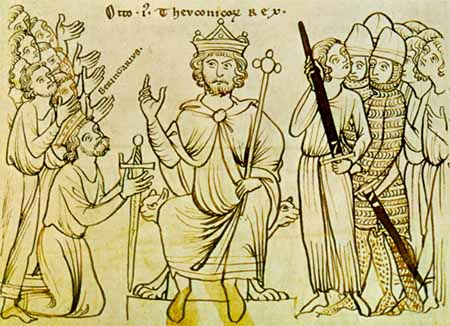
Otó I a la seva victòria sobre Berenguer d'Ivrea (Manuscriptum Mediolanense. c 1200)

Quan Berenguer d'Ivrea, proclamat rei d'Itàlia, envaí els territoris septentrionals dels Estats Pontificis, el Papa Joan XII demanà ajuda al rei d'Alemanya Otó, el qual fou coronat emperador a Roma pel papa el 2 de febrer del 962; deu dies més tard, Otó I i Joan XII ratificaren el Diploma Ottonianum, pel qual l'emperador esdevenia el garant de la independència dels Estats Pontificis; a continuació, Otó marxà de Roma i recuperà per al papa els territoris pontificis ocupats per Berenguer d'Ivrea. La coronació imperial d'Otó I fou l'origen del Sacre Imperi Romano-Germànic, que existí fins a la seva dissolució per Napoleó el 1806.
Aviat però, Joan XII recelà del poder de l'emperador Otó; per això, inicià contactes amb els magiars i amb l'Imperi Romà d'Orient per formar una lliga contra seu. El novembre del 963, Otó I tornà a Roma i hi convocà un sínode de bisbes que deposà Joan XII i elegí papa Lleó VIII; tanmateix, quan Otó marxà de Roma, hi esclatà una guerra civil entre els partidaris de Joan XII i els de l'emperador. Joan XII tornà a Roma enmig d'un bany de sang i excomunicà els que l'havien deposat; per la qual cosa Otó tornà a Roma el juliol del 964 per deposar Benet V, elegit papa pels partidaris de Joan XII a la mort d'aquest, i reposar Lleó VIII; aleshores, l'emperador obligà els romans a prometre no elegir cap papa sense l'aprovació imperial.
El 19 de gener del 973, fou elegit papa Benet VI sota la protecció de l'emperador Otó I del Sacre Imperi Romano-Germànic; ara bé, quan arribà a Roma la notícia de la mort de l'emperador, esclatà una revolta contra el papa, el qual fou confinat al Castel Sant'Angelo; dos mesos més tard, Benet VI fou estrangulat per ordre del noble Crescenci, per evitar que l'alliberés Sicco, l'enviat del nou emperador Otó II del Sacre Imperi; aleshores, el 974, a Roma fou elegit papa Bonifaci VII, un dels instigadors de la mort de Benet VI; tanmateix, una nova revolta obligà Bonifaci VII a fugir cap a Constantinoble. El Diumenge de Pasqua del 981, Otó II entrà a Roma després que ho fes el bisbe de Sutri, elegit papa -Benet VII (974 - 983)-, i hi establí la seva cort rebent en audiència prínceps de tot arreu de la Cristiandat occidental. Des de Roma, Otó II marxà cap al sud d'Itàlia per lluitar contra els atacs dels àrabs de Sicília però també per imposar la seva autoritat als prínceps locals. Després d'haver patit la derrota de la batalla de Stilo (juliol del 982), Otó II tornà a Roma per assegurar l'elecció de Pere de Pavia com a Papa Joan XIV (983 - 984); poc després, però, quan li arribaren notícies de la revolta de les tribus eslaves de la frontera oriental de l'imperi, Otó II morí al seu palau de Roma el 7 de desembre del 983 i fou enterrat a la Basílica de Sant Pere.

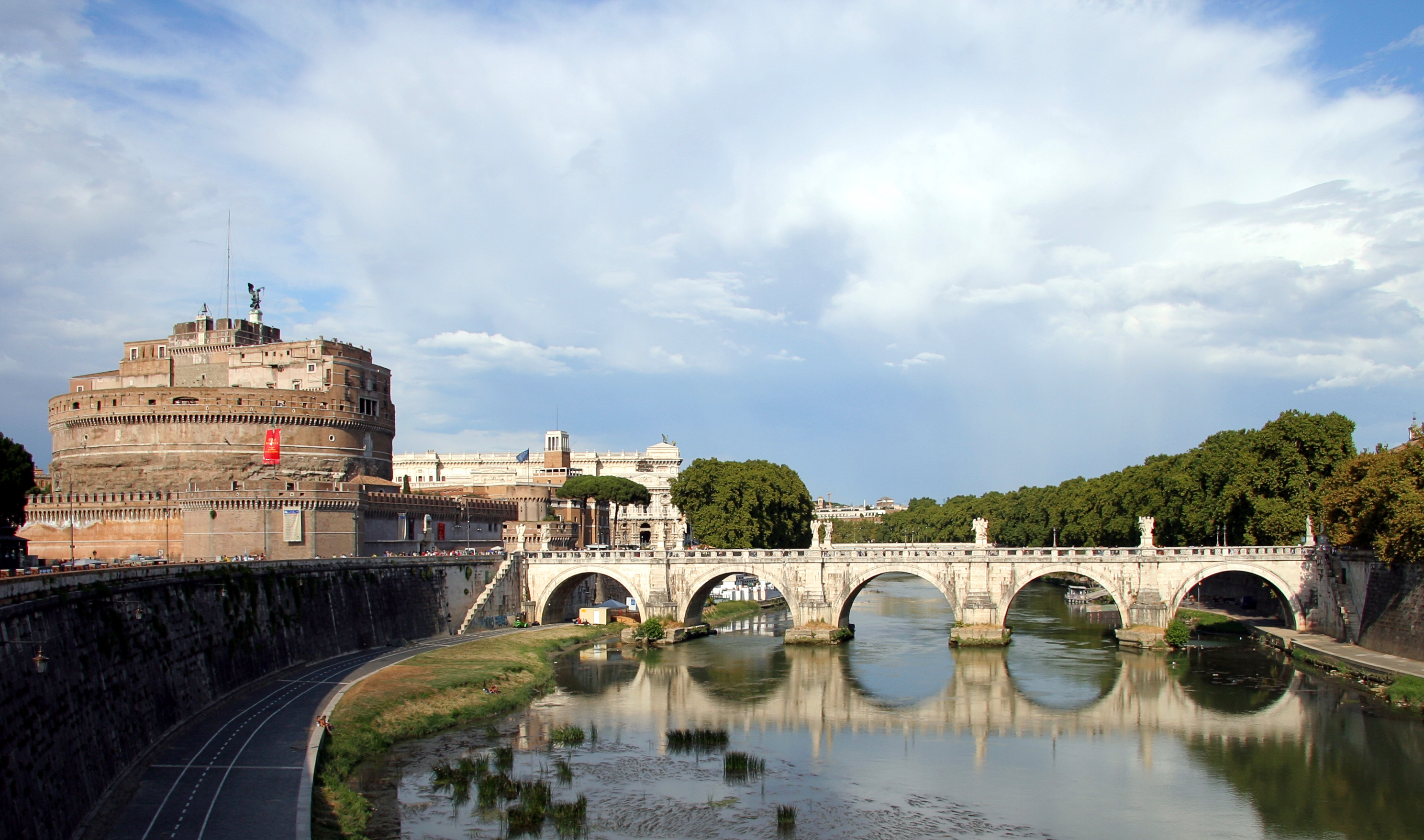
Imatge del Castel Sant'Angelo i del riu Tíber.

El successor d'Otó II, el seu fill Otó III del Sacre Imperi (983 - 1002), era una criatura de tres anys quan va morir el seu pare; aleshores, Bonifaci VII tornà de Constantinoble i, comptant amb el suport del poble, empresonà Joan XIV al Castel Sant'Angelo, on va morir ja sigui enverinat o perquè el deixessin morir de gana. Bonifaci VII governà Roma com a papa durant uns mesos fins que, el 985, fou assassinat.
Quan va arribar a la majoria d'edat, Otó III va voler dirigir un imperi cristià que revisqués la glòria de l'antiga Roma. El 996, l'emperador va acudir a Roma cridat pel papa Papa Joan XV]] per sufocar la revolta del noble Crescenci II. Un cop a Roma, on hi va arribar després de la mort de Joan XV, va organitzar l'elecció com a papa del seu cosí Bru de Caríntia -Gregori V (996 - 999)-, qui fou el primer papa alemany. El nou pontífex coronà emperador Otó III a Roma el 21 de maig del 996; els principals consellers d'Otó, que somnià a bastir un imperi universal mitjançant la unió del papat, Constantinoble i Roma, eren el seu antic tutor Gerbert d'Aurillac i el bisbe Adalbert de Praga.
Tanmateix, el 997 tan aviat com Otó III va marxar de Roma, Crescenci II, qui havia tingut el domini de la ciutat durant la minoria d'edat de l'emperador, va deposar Gregori V i proclamà papa Joan XVI. En assabentar-se'n, Otó va deixar la seva tia Matilde de Quedlinburg com a regent a Alemanya i ocupà Roma el febrer del 998, apoderant-se del Castel Sant'Angelo, on Crescenci fou executat; l'emperador feu mutilar i arrancar els ulls a Joan XVI, i Gregori V fou restablert. A partir d'aleshores, Otó III feu de Roma la capital del seu imperi; restablí costums romans, usà cerimònies de cort romanes d'Orient i prengué els títols de servent de Jesucrist i servent dels apòstols, com també el d'emperador del món.
A la mort, en estranyes circumstàncies, de Gregori V (999), Otó III arreglà l'elecció de Gerbert d'Aurillac com a papa, qui prengué el nom de Silvestre II (999 - 1003); aquesta tria de nom no fou pas casual perquè Silvestre I va ser el papa qui va assessorar Constantí el Gran en la creació de l'imperi cristià. Per la seva banda, Otó III aspirava a ser considerat com l'ideal successor de Constantí en la tasca de reunificació de l'Imperi Romà.
Entre 998 i 1000, un fervorós cristià com ho era Otó III feu nombroses pelegrinacions cap al mont Gargano i Gaeta, on hi conegué Sant Nil el Jove, qui gaudia d'una molt alta veneració, com també s'entrevistà amb Romuald de Ravenna, el qual va intentar convèncer-lo perquè es fes monjo. A Roma, hi feu construir a l'Isola Tiberina l'església de San Bartolomeo all'Isola, a les relíquies de la qual hi afegí la pell de Sant Bartomeu.
L'any 1001, esclatà una petita revolta a Tívoli; Otó III ocupà el poble però perdonà els seus habitants, cosa que va indignar el poble de Roma, que volia la destrucció de Tívoli. Llavors, a Roma hi esclatà una revolta dirigida pel comte Gregori de Túsculum i per Joan Crescenci, fill de Crescenci II; Otó, assetjat al seu palau i expulsat de la ciutat, es retirà a Ravenna, juntament amb el papa Silvestre II, també fugitiu, a fer penitència al monestir de Sant'Apollinare in Classe. Després d'haver aplegat el seu exèrcit, va marxar cap a reconquerir Roma, però va morir al castell de Paterno, a prop de Civita Castellana, el 24 de gener del 1002, el mateix dia que una princesa romana d'Orient havia desembarcat a la Pulla, per anar a casar-se amb ell. Silvestre II va poder tornar a Roma, on el govern el tenia el Patricius Romanorum Joan Crescenci qui, a la mort de Silvestre II (1003), dirigí l'elecció dels tres papes següents: Joan XVII, Joan XVIII i Sergi IV, els quals estigueren sempre sota la tutela de Joan Crescenci.
A la mort del papa Joan XIX (1024 - 1032), germà i successor de Benet VIII (1012 - 1024), membres tots dos de la família dels comtes de Túsculum, rivals dels Crescenci, fou elegit papa el seu nebot Benet IX, fill del comte Alberic III de Túscul, malgrat que, aleshores, només tenia dotze -o, segons d'altres fonts, divuit- anys.
Diferents fonts i testimonis acusen Benet IX d'haver menat una vida del tot immoral i dissoluta; el 1036, una revolta l'obligà a fugir de Roma, i necessità demanar ajuda a l'emperador Conrad II del Sacre Imperi Romanogermànic per poder tornar. El 1044, una nova revolta dugué a la fugida de Benet IX i a l'elecció com a nou papa de Silvestre III; tanmateix, Benet IX aconseguí tornar i expulsar el seu rival; ara bé, poc després, Benet IX acceptà vendre els seus drets al papat al sacerdot Joan Gracià qui prengué el nom de Papa Gregori VI, el qual va haver d'enfrontar-se a Silvestre III i, també, a Benet IX que, fent-se enrere del tracte, volia recuperar el papat, cosa que aconseguí ocupant Roma. desembre de 1046, l'emperador Enric III convocà un concili a Sutri, que destituí Silvestre III i Benet IX, com també demanà a Gregori VI que abdiqués; dels tres papes en disputa, Benet IX fou l'únic a no acceptar les resolucions del concili, que proclamà nou papa el bisbe Suidger -Climent II (1046 - 1047)-, a la mort del qual, Benet IX s'apoderà del Palau del Laterà el novembre de 1047, però en fou expulsat el juliol del 1048; Climent II fou el primer dels papes alemanys que Enric III feu elegir; després de l'expulsió de Benet IX del Laterà, l'emperador feu proclamar papa el bisbe Poppo de Brixen -Damas II (1048)-, a la mort del qual, una assemblea reunida a Worms, en què hi participaren tant l'emperador com delegats de Roma, elegí papa Bruno d'Eguisheim-Dagsburg -Lleó IX (1049 - 1054)-, succeït per Gebhard, comte de Calw, Tollenstein i Hirschberg -Víctor II (1055 - 1057)- i Frederic de Lorena -Esteve IX (1057 - 1058)-.
A la mort d'Esteve IX, el comte de Túscul feu elegir papa el cardenal bisbe de Velletri Joan Minci -Benet X-; tanmateix alguns cardenals al·legaren que aquesta elecció havia estat irregular perquè els vots s'havien comprat; de moment, aquests cardenals foren obligats a fugir de Roma; tanmateix, el monjo Hildebrand rebutjà l'elecció de Benet X i, comptant amb el suport del duc de Lorena i Toscana i de l'emperadriu Agnès de Poitou, regent de l'Imperi durant la minoria d'edat del seu fill Enric IV, aconseguí l'elecció com a papa de Gerard de Borgonya -Nicolau II (1059 - 1061)-, qui, en un sínode celebrat a Sutri, declarà Benet X deposat i excomunicat; després d'una campanya bèl·lica, Benet X hagué de rendir-se i renunciar al papat.

#### Conflicte de les investidures
En resposta a la baixa categoria moral d'alguns papes, com ara Benet IX, ja des de mitjans del segle xi es manifestà un corrent reformista, defensat per alguns papes com Lleó IX, orientat cap a imposar als clergues el deure del celibat i erradicar la simonia; per altra banda, també es proposaven convertir el papat en una autoritat independent tant dels nobles romans com de l'imperi. Un dels principals impulsors de la reforma fou el monjo Hildebrand.
A la mort del papa Nicolau II, hi havia dos corrents dins de l'Església; l'un era l'encapçalat per Hildebrand que elegí un decidit reformista com ho era el bisbe de Lucca Anselm - el futur Alexandre II (1061 - 1073)-, i l'altra era el contrareformista, que, rebutjant l'elecció d'Anselm de Lucca, es reuní a Basilea i, amb el suport de l'emperadriu Agnès, elegí papa Cadalus, bisbe de Parma -Honori II-; després de l'ocupació de Roma per les tropes d'Honori II, el conflicte entre els dos papes rivals s'havia de resoldre mitjançant un arbitratge imperial; ara bé a l'imperi, la regència passà d'Agnès a Anno, arquebisbe de Colònia, del tot contrari a Honori II; així, el 1063 Alexandre II fou reconegut com a legítim papa, excomunicà Honori II qui, però, per tal d'imposar el seu criteri atacà de nou Roma iniciant-hi una guerra civil que durà un any; finalment, el Concili de Màntua es posicionà de nou a favor d'Alexandre II, el qual, a partir d'aleshores pontificà sense ser discutit.
Alexandre II fou succeït per Hildebrand -Gregori VII (1073 - 1085)- el qual, al Dictatus Papae enfortí l'autoritat papal declarant que l'únic poder legitimat per nomenar càrrecs eclesiàstics era el Papa; això el dugué a un enfrontament directe amb l'emperador Enric IV, qui no volia perdre la potestat de nomenar bisbes i abats. Aquest fou l'inici del Conflicte de les Investidures que, en un primer moment, resultà favorable al papa; ara bé, el 1080, havent resolt els conflictes interns de l'imperi, Enric IV convocà un sínode de les altes jerarquies alemanyes a Bamberg i Brixen on declarà deposat Gregori VII i proclamà l'elecció papal de l'arquebisbe de Ravenna Guibert -Climent III-; el 1081, Enric IV posà setge a Roma; a final de 1082, Enric IV aconseguí apoderar-se de la Ciutat Lleonina; finalment, el 1084, amb el suport dels romans que abandonaren el Papa, l'emperador entrà a Roma, on Climent III el coronà emperador i rebé l'autoritat de patrici de Roma; al final, Gregori VII hagué de fugir sota protecció del príncep normand Robert Giscard i morí exiliat a Salern el 1085.
Els contraris a Enric IV, elegiren nou papa Víctor III, ara bé tant ell com els seus successors -Urbà II i Pasqual II- hagueren d'enfrontar-se a Climent III, cap dels contrareformistes partidaris d'Enric IV. El cisma no es resolgué fins a la mort de Climent III (1100) i a la retirada d'Enric IV d'Itàlia.

### Revoltes comunals
A partir del segle xii, tant a Itàlia com a la resta d'Europa, les ciutats maldaren per sostreure's al domini dels poders reials, senyorials i eclesiàstics i dotar-se d'òrgans d'autogovern propis, la qual cosa significava donar el poder al nou patriciat urbà format per comerciants i mercaders; d'aquest moviment se'n digué comunalisme.
Roma, habitada a principis del segle xii per unes trenta mil persones, era una ciutat que atreia pelegrins d'arreu de la Cristiandat, amb els diners dels quals assegurava la seva prosperitat. Després del saqueig de Roma pels normands, aliats de Gregori VII en la seva lluita contra Enric IV, esdevinguda el 1084, la reconstrucció de la ciutat fou finançada per riques famílies de comerciants i banquers com els Frangipane i els Pierleoni; aleshores, inspirant-se en els exemples de localitats veïnes com ara Tívoli i Viterbo, els romans començaren a considerar la possibilitat de dotar-se d'un règim comunal, alliberant-se així del domini del Papa.
El 1143, sota la direcció de Giordano Pierleoni, els romans es rebel·laren contra l'aristocràcia i el govern eclesiàstic, i proclamaren la restauració del Senat i de la República Romana en la forma de comuna de Roma. Un dels principals dirigents de la revolta fou el predicador Arnaldo de Brescia, un idealista del tot contrari a la possessió de riqueses per l'Església i a la seva interferència en el govern; finalment, però, la Comuna de Roma fou esclafada el 1155, però, tanmateix, el govern de la ciutat ja no fou mai més monopolitzat pel papa i els nobles. A partir d'aleshores, les autoritats comunals optaren per donar suport al papa o a l'Emperador segons ho consideressin convenient.
El 1188, el papa Climent III reconegué el govern comunal de Roma; el papa hagué de pagar fortes sumes als oficials comunals mentre que els senadors esdevingueren vassalls del Papa. El Senat sempre tingué problemes per dur a terme la seva funció i s'intentaren noves reformes; a vegades, només hi havia un sol senador, cosa que donava origen a tiranies, que no ajudaven pas a la consolidació de la Comuna.
El govern autoritari del papa Innocenci III va dur a l'esclat d'una guerra civil a Roma el 1204 quan els Orsini, una família de la noblesa romana, donà suport a la revolta popular contra el Papa, el qual va haver d'exiliar-se a Palestina, d'on va tornar l'any següent un cop pacificada la ciutat.
Durant el període de lluita de l'emperador Frederic II, rei també de Nàpols i Sicília, la comuna de Roma va donar suport al partit gibel·lí; en pagament pel seu suport, Frederic II regalà a la comuna romana el Carroccio que havia capturat en la batalla de Cortenuova el 1234 i que fou exposat al Campidoglio; aquell mateix any, una revolta comunal de Roma, dirigida pel senador Luca Savelli va dur al saqueig del Palau Laterà.
Malgrat tot, Roma no va aconseguir mai esdevenir una república municipal com ho foren Florència, Siena o Milà perquè el govern comunal no va aconseguir estabilitzar-se a causa de les contínues disputes entre les famílies aristocràtiques (Savelli, Orsini, Colonna, Annibaldi), de l'ambigua posició dels papes i de l'arrogància del poble que mai no va abandonar els somnis del seu passat imperial però sense deixar de pensar mai en el benefici immediat.
Per tal d'imitar comunes més reeixides, el 1252 el poble elegí senador un estranger com ho era el bolonyès Brancaleone degli Andalò, el qual, per pacificar la ciutat va perseguir els nobles més poderosos, reorganitzà els gremis i instaurà un codi legislatiu basat en el de les ciutats del nord d'Itàlia; tanmateix, Andalò va morir el 1258 sense haver aconseguit dur les seves reformes a la pràctica. Cinc anys més tard, Carles I d'Anjou, rei Nàpols, fou elegit senador. Carles entrà a la ciutat el 1265, però aviat va haver de marxar-ne per enfrontar-se al seu rival Conradí, que reclamava l'herència dels Hohenstaufen a Nàpols i Sicília. Després de juny de 1265, Roma fou de nou una república democràtica amb l'elecció d'Enric de Castella com a senador; tanmateix, el 1268 Conradí i els gibel·lins foren vençuts en la batalla de Tagliacozzo i Roma quedà de nou en poder de Carles d'Anjou.
El 1277, fou elegit papa Nicolau III de la família dels Orsini, el qual va prendre la decisió de traslladar la seu del papat des del Laterà cap al Vaticà, una zona més fàcilment defensable; també va ordenar que cap estranger no pogués ser elegit senador i, com que ell era romà, el poble l'elegí senador a ell mateix, i així la ciutat quedà en el bàndol güelf. El 1285, Carles d'Anjou era de nou senador, però l'episodi de les Vespres Sicilianes erosionà el seu poder i la ciutat s'alliberà del seu domini; el següent senador fou el papa Honori IV, de la família dels Savelli.

### Jubileu del 1300
Igual com Gregori VII al segle xi, el papa Bonifaci VIII (1294 - 1303) va voler elevar el poder espiritual del papa per sobre del poder temporal dels monarques; en aquesta línia d'afirmació del poder papal, el 1300 Bonifaci VIII va convocar un any jubileu en escaure's el centenari del naixement de Crist; aquesta fou la primera de les celebracions d'anys jubilars per part de l'Església Catòlica i inicià una tradició que encara es manté. Amb el Jubileu del 1300, Roma va incrementar el seu prestigi internacional com també l'economia de la ciutat va beneficiar-se de la gran afluència de pelegrins.

### Roma durant el papat d'Avinyó

#### Atemptat d'Anagni
La seva política d'afirmar l'autoritat de la Santa Seu com a poder universal superior al de qualsevol monarca va dur Bonifaci VIII a enfrontar-se amb el rei de França Felip el Bell.
El 18 de novembre de 1302, Bonifaci VIII promulgà la butlla Unam sanctam, que en la mateixa línia que els seus predecessors Gregori VII i Innocenci III, afirmava que:
«Hi ha dos governs, l'espiritual i el temporal, i tots dos pertanyen a l'Església. L'un està a la mà del papa i l'altre a la mà dels reis, però els reis només poden fer-ne ús més per a l'Església, segons l'ordre i amb el permís del papa. Si el poder temporal es torça, el poder espiritual l'ha de redreçar (…). Així, doncs, declarem, diem, decidim i pronunciem que és absolutament necessari per a salvar-se que tota criatura humana estigui sotmesa al pontífex de Roma».
En resposta, Felip IV va convocar el 12 de març de 1303, una assemblea al palau del Louvre en la qual es va acusar Bonifaci VIII d'heretgia i simonia i se'n va decidir el processament. Felip IV encomenà al conseller Guillem de Nogaret la missió de capturar el papa i traslladar-lo a París.
Amb la col·laboració del noble romà Sciarra Colonna, enemic declarat de Bonifaci VIII, i el suport de l'alta burgesia d'Anagni i de part del col·legi cardenalici, Guillem de Nogaret va assaltar el palau pontifici d'Agnani, que era la residència estiuenca del papa. Bonifaci VIII va quedar durant tres dies en mans dels assaltants i va patir tot tipus d'injúries i vexacions, incloses les de tipus físic, fins que el poble d'Anagni es va revoltar en defensa seva i va obligant els captors a alliberar-lo i a fugir de la ciutat.
Conduït a Roma, Bonifaci VIII va morir un mes després, l'11 d'octubre de 1303, sense haver pogut venjar-se d'aquests esdeveniments.

#### Elecció de Climent V

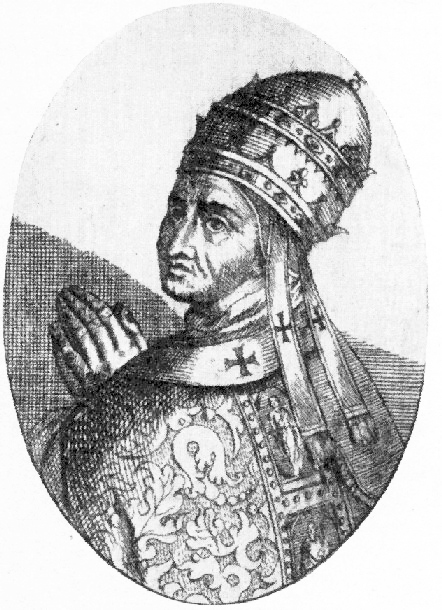
Benet XI,

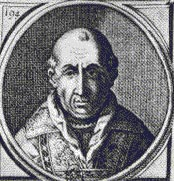
Climent V.

El papa Benet XI (1303 - 1304), successor de Bonifaci VIII, havia estat un dels únics dos cardenals que va defensar el partit papal al Palau del Laterà durant l'atemptat d'Anagni; tanmateix, un cop elegit papa, va alçar l'excomunió contra Felip IV dictada pel seu predecessor i va ignorar la butlla Unam sanctam. Tanmateix, el 7 de juny de 1304, Benet XI excomunicà Guillem de Nogaret i els italians que havien col·laborat amb ell en l'atemptat d'Anagni. Poc després, però, el papa va morir sobtadament a Perusa, potser enverinat per agents de Nogaret.
Després d'un any d'interregne, el Conclave, reunit a Perusa, dividit per les postures irreconciliables dels cardenals francesos i dels cardenals italians, elegí papa Bertrand de Got arquebisbe de Bordeus, que no era cardenal.
Bertrand de Got -Climent V (1305 - 1314)- era a Bordeus quan li comunicaren la seva elecció com a papa; se li va demanar que es traslladés a Itàlia, però el nou pontífex es feu coronar a Lió el 14 de novembre de 1305 en una magnificient cerimònia a la qual hi acudí Felip IV. Un dels primers actes de Climent V fou nomenar cinc nous cardenals, tots ells francesos.
Finalment, el març del 1309, Climent V i tota la cúria papal s'establiren a Avinyó, domini aleshores de Carles II d'Anjou el Coix, rei de Nàpols i comte de Provença. L'establiment Climent V a Avinyó es justificà per la inestabilitat de Roma, sacesajada per les lluites civils de les famílies nobles que havien dut a l'incenci de la Basílica del Laterà.
Climent V residí sempre a Avinyó com també ho feren els seus successors Joan XXII (1316-1334), Benet XII (1334 - 1342), Climent VI (1342 - 1352), Innocenci VI (1352 - 1362), Urbà V (1362 - 1370) i Gregori XI (1370 - 1378)
Malgrat l'absència del Papa, Roma no havia perdut del tot el seu prestigi; així, el 1310, l'emperador Enric VII (1308 - 1313) va entrar a Itàlia, establí els Visconti com a vicaris imperials a Milà i es feu coronar a Roma -i no pas a Avinyó- per legats de Climent V el 1312, mesos després, l'emperador va morir a Siena.
Joan XXII va reclamar autoritat sobre l'Imperi, la qual cosa l'enfrontà amb l'emperador Lluís IV de Baviera, qui, per la seva banda, donava suport als Franciscans espirituals, condemnats per Joan XXII arran de la seva insistència en l'ideal de pobresa evangèlica i la seva creença que els frares mendicants substituirien els sacerdots i els sagraments de l'Església. Lluís IV envaí Itàlia, entrà a Roma i proclamà papa el franciscà espiritual Pietro Rainalducci com a papa Nicolau V, el qual fou consagrat a la Basílica de Sant Pere pel bisbe de Venècia el 12 de maig del 1328; tanmateix, Nicolau V hagué d'abandonar Roma uns quants mesos després quan en marxà l'emperador.
En l'ordre cultural, el 1341, Petrarca acudí a Roma a ser-hi coronat com a poeta al Campidoglio.

#### Cola di Rienzo

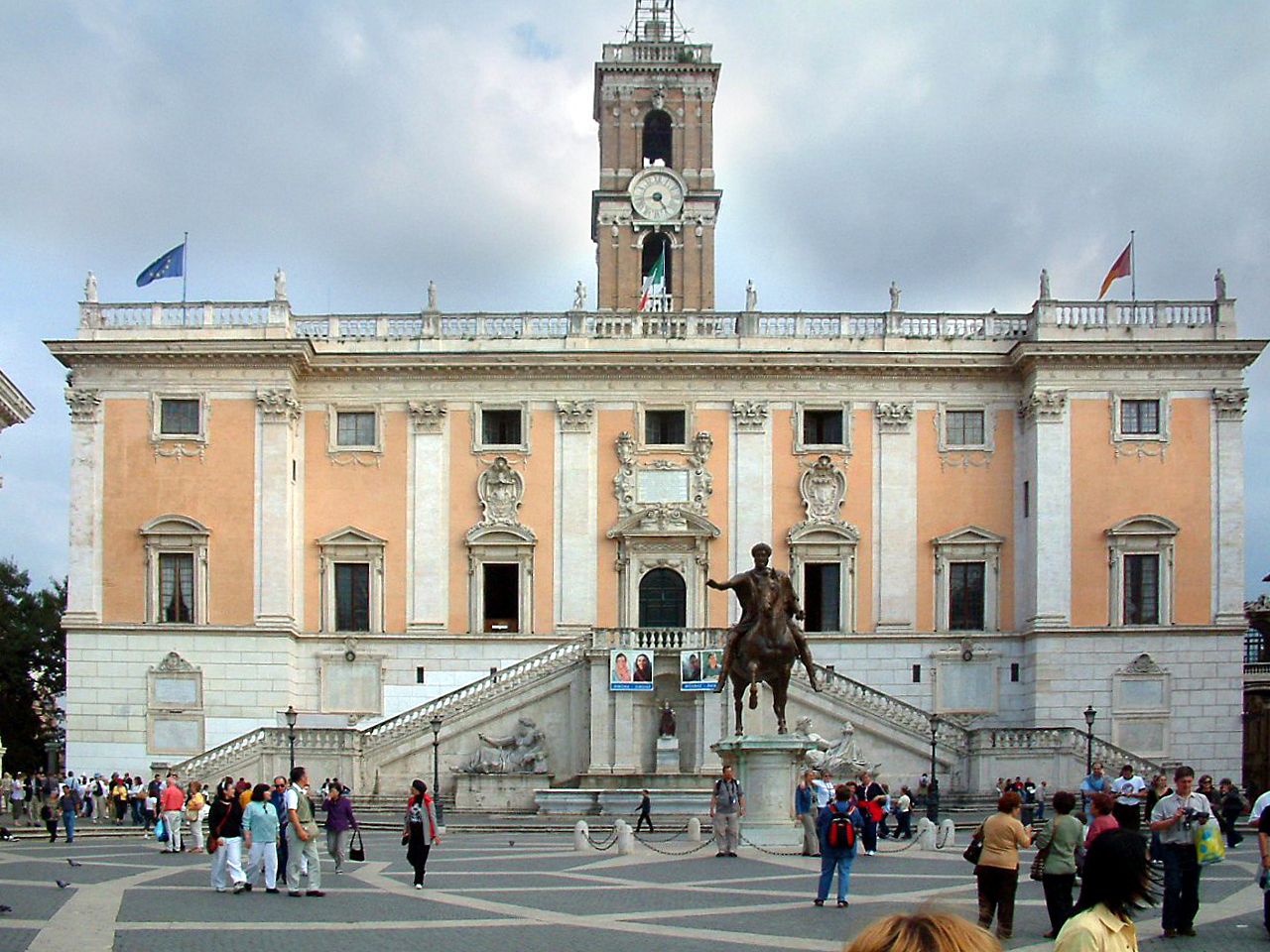
La plaça del Capitoli, amb l'Ajuntament i l'estàtua de Marc Aureli.

A Roma, tant els nobles com el poble demanaven el retorn del Papa; per altra banda, com que el Papa es defineix com a bisbe de Roma, successor de Sant Pere, l'estada dels papes a Avinyó es veia com una anomalia.
El 1343, el notari Cola di Rienzo encapçalà una ambaixada romana a Avinyó enviada per demanar al papa Climent VI que s'establís a Roma; el papa no accedí a la petició però Cola es guanyà el favor de Climent VI, que li donà una posició oficial en la seva cúria.
De retorn a Roma l'abril de 1344, Cola treballà durant tres anys per al gran projecte de la seva vida: la restitució a la ciutat de la seva antiga posició de poder. Així, el 30 de maig de 1347, Cola di Rienzo va apoderar-se del Campidoglio al capdavant d'una multitud entusiasta, i prengué el títol de tribú de la plebs, la qual cosa considerava que el situava al mateix nivell que l'emperador. Desaprovant el caire que prenien els esdeveniments, el papa el condemnà com a herètic, criminal i pagà, i el poble començà a abandonar-lo, mentre que l'aristocràcia sempre l'havia odiat. Per tot això, el 15 de desembre de 1347, Cola hagué de fugir de Roma.
Per l'agost de 1354, el cardenal castellà Gil Álvarez de Albornoz, enviat per Innocenci VI amb la missió de garantir l'autoritat del papa dins dels Estats Pontificis, donà a Cola di Rienzo el títol de senador de Roma; tanmateix, com que Cola adoptà actituds tiràniques, per l'octubre acabà assassinat en un motí promogut pels Colonna.

#### Cardenal Albornoz
L'emperador Carles IV de Bohèmia entrà a Roma l'abril de 1355 per complir el ritual de la seva coronació; els romans se'n sentiren molt decebuts; l'emperador no tenia gaire diners, no fou coronat pel papa sinó per un cardenal i se'n tornà al cap d'uns quants dies.
Havent-se'n tornat l'emperador i havent desaparegut Cola di Rienzo, el cardenal Albornoz prengué el control sobre Roma, que exercí des de la ciutadella de Montefiascone, situada al nord del Laci.
Els senadors eren elegits directament pel papa entre unes quantes ciutats d'Itàlia, però Roma era de fet independent. El consell del Senat incloïa sis jutges, cinc notaris, sis mariscals, uns quants familiars, vint cavallers i vint soldats. Albornoz havia perseguit durament les tradicionals famílies aristocràtiques, i, per això, el partit popular considerà que podia iniciar una política agressiva.
El 1362 Roma declarà la guerra a Velletri, la qual cosa, però, provocà una guerra civil; el partit de la ruralia llogà una banda de condottieri dita "Del Cappello", mentre que els romans llogaren tropes alemanyes i hongareses, que s'uniren a una lleva ciutadana de sis-cents cavallers i vint-i-dos mil soldats d'infanteria. Molts dels Savelli, Orsini i Annibaldi expulsats de Roma, esdevingueren cabdills de les bandes de condottieri que assolaven Itàlia. La guerra contra Velletri s'esllanguí i Roma s'oferí al nou papa Urbà V, a condició que Albornoz no entrés a la ciutat.
Finalment, en resposta a les pregàries de Santa Brígida de Suècia i a les peticions de Petrarca, el dia 16 d'octubre de 1367, Urbà V visità Roma. Aleshores, l'octubre de 1368 l'emperador Carles IV acudí a la ciutat per ser-hi coronat de nou, com també l'emperador romà d'Orient Joan V Paleòleg viatjà a Roma per implorar la prèdica d'una croada contra els turcs. Tanmateix, dient que no li provava el clima poc saludable de Roma, el 5 de setembre de 1370, Urbà V se'n tornà cap a Avinyó.
Gregori XI, successor d'Urbà V, va prometre establir-se a Roma pel maig de 1372, però tant els cardenals francesos com el rei Carles V de França el feren desistir del projecte. Finalment, el 13 de gener de 1377, Gregori XI s'establí a Roma.

### Roma i el Cisma d'Occident

#### Inicis del Cisma
Un any i escaig després d'haver-se establert a Roma, el 27 de març de 1378, Gregori XI va morir i es va haver de reunir el Conclave per elegir un nou papa.
El Conclave es reuní el 7 d'abril i, l'endemà mateix, proclamà l'elecció com a nou papa de l'arquebisbe de Bari Bartolomeo Prignano -Urbà VI (1378 - 1389)-. Segons sembla, Prignano fou el candidat de consens elegit entre les tres faccions rivals del cònclave: els cardenals italians, els cardenals francesos i els del partit de Llemotges; per altra banda, amb el fi d'assegurar-se que el nou papa no se'n tornés cap a Avinyó, els habitants de Roma pressionaren els cardinals amb manifestacions populars exigint que el nou papa fos romà o, si més no, italià.
Prignano devia la seva elecció com a papa a la seva fama de bon negociador, integritat i coneixement del Dret, com també a la protecció de la reina Joana I de Nàpols. Ara bé, un cop elegit papa, Urbà VI es mostrà autoritari i, per tal d'imposar els seus projectes de reforma eclesiàstica, s'enfrontà a la cúria cardenalícia, com també s'enemistà amb Otó de Brunswick, marit de Joana I de Nàpols.
Els cardenals contraris a Urbà VI, que anaven difonent la idea que l'elecció de Prignano com a papa havia estat il·legítima a causa de la coacció de les manifestacions populars de Roma, acabaren reunint-se a Fondi, ciutat dominada per un senyor contrari a Urbà VI i proper a Joana de Nàpols, ara enemiga del nou papa. A més, el rei Carles V de França s'adreçà per carta als cardenals de Fondi demanant-los l'elecció d'un papa legítim, i que fos proper als interessos de França. El 20 de setembre de 1378, a Fondi (Regne de Nàpols) fou elegit papa el cardenal Robert de Ginebra -Climent VII d'Avinyó (1378 - 1394)-, i així va començar el Cisma d'Occident, caracteritzat per l'existència de dos -o tres- papes rivals, que no es resoldria pas fins trenta-nou anys després amb el Concili de Constança de 1417.
Climent VII va intentar apoderar-se de Roma per la força de les armes amb la intenció de fer-ne marxar Urbà VI; el 28 d'abril de 1379 s'esdevingué la batalla de San Marino, al mont Albà, en què les foren derrotades les forces de Climent VII, qui es refugià a Nàpols; poc després, a causa de l'hostilitat del poble napolità, Climent VII s'embarcà cap a Marsella i s'establí a Avinyó.

#### Bonifaci IX
A la mort d'Urbà VI (1389), descartant la possibilitat de reconèixer Climent VII com a papa legítim, a Roma fou elegit papa el cardenal Piero Tomacelli -Bonifaci IX (1389 - 1404)-, qui, durant el seu pontificat, posà fi al govern comunal de Roma i establí el poder papal sobre la ciutat fortificant no sols el Castel Sant'Angelo, sinó fins i tot els ponts. El papa també va prendre el control del port d'Òstia al seu cardenal bisbe. Dins del conjunt dels Estats Pontificis, Bonifaci IX va recuperar el control dels principals castells i ciutats, i així va refundar els Estats Pontificis donant-los l'estructura que tingueren durant el segle xv.
Bonifaci IX feu celebrar dos jubileus a Roma: el de 1390 i el del 1400, el qual va portar a Roma una gran quantitat de pelegrins.

#### Innocenci VII
A la mort de Bonifaci IX, hi havia a Roma delegats de Benet XIII d'Avinyó; els cardenals els demanaren si el seu papa estava disposat a abdicar en el cas que ells s'abstinguessin de procedir a una elecció papal; davant de la resposta negativa dels avinyonesos, els cardenals elegiren nou papa el cardenal Migliorati -Innocenci VII (1404 - 1406)-.
Quan es va difondre la notícia de l'elecció d'Innocenci VII, el partit gibel·lí va provocar una insurrecció a Roma, que fou dominada gràcies a les tropes del rei Ladislau I de Nàpols, el qual es feu pagar els serveis amb importants concessions per part del papa.
Innocenci VII va nomenar cardenal el seu nebot Ludovico Migliorati, conegut pel seu caràcter violent durant la seva època de soldat mercenari al servei de Giangaleazzo Visconti de Milà. L'agost de 1405, el cardenal Migliorati feu assassinar onze distingits romans; en resposta, esclatà una revolta a conseqüència de la qual, el Papa s'hagué de refugiar a Viterbo amb els seus partidaris; només després d'una nova intervenció de Ladislau de Nàpols, el papa pogué tornar a Roma a principis del 1406, on hagué d'excomunicar Ladislau perquè retirés les seves tropes de la ciutat.

#### El Concili de Pisa
A la mort d'Innocenci VII, s'elegí per succeir-lo Gregori XII (1406 - 1417); ara bé, aleshores, entre els principals dirigents de la Cristiandat estava arrelant la idea que la solució al Cisma no era pas decidir quin dels dos papes era el legítim, sinó convocar un concili que els deposés tots dos i n'elegís un de nou.
El 1409, un grup de cardenals romans i avinyonesos, abandonant els seus respectius papes, convocà un concili a Pisa en el qual es proclamà la destitució de Gregori XII i de Benet XIII i s'elegí com a nou papa l'arquebisbe de Milà Pietro Filargi -Alexandre V (1409 - 1410)-. Tanmateix, com que no s'aconseguí l'abdicació dels altres dos papes ni que aquests fossin abandonats pels seus partidaris, el Cisma no se solucionà perquè de dos papes va passar a haver-n'hi tres.
El Concili de Pisa també havia declarat que el tron de Nàpols no corresponia pas a Ladislau sinó a Lluís II d'Anjou, a qui es nomenà també gran capità de la Santa Església. A principis de 1410, Lluís d'Anjou s'apoderà de Roma, on hi acudí Alexandre V, que hi fou aclamat com a papa; mentrestant, Gregori XII, gràcies a la protecció del rei Ladislau de Nàpols, havia aconseguit fugir a Gaeta; tot i així, Alexandre V aviat se'n tornà a Bolonya, on va morir; aleshores, un nou cònclave elegí papa el cardenal Baldassare Cossa -Joan XXIII (1410 - 1417)-, qui entrà a Roma escortat per les tropes de Lluís II d'Anjou.
En no haver aconseguit apoderar-se de Nàpols, Lluís II se'n tornà cap a Provença; poc després, Ladislau de Nàpols arribà a una entesa amb Joan XXIII, per la qual cosa Gregori XII va haver de fugir de Gaeta. Tanmateix, Ladislau es tornà a enemistar amb Joan XXIII i saquejà Roma; aleshores, Joan XXIII hagué de refugiar-se a Florència.

#### Concili de Constança

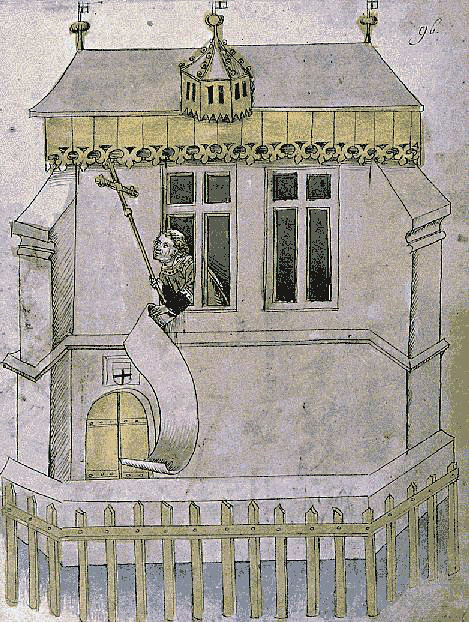
Representació de l'Habemus Papam.

El 30 d'octubre de 1413, l'emperador Segimon convidà Benet XIII, Gregori XII, Joan XXIII i tota la Cristiandat al Concili General de Constança, convocat per a l'1 de novembre de 1414.
El Concili de Constança destituí els papes rivals i decidí elegir un nou papa conjuntament pels cardenals i per un grup de trenta-sis delegats del Concili, sis per cadascuna de les nacions; el 8 de novembre de 1417, aquesta comissió elegí com a nou papa el cardenal romà Odó Colonna -Martí V (1417 - 1431)-, el qual, com que només era subdiaca, hagué de ser creat immediatament diaca, prevere i bisbe, abans de la seva coronació, que tingué lloc el 21 de novembre de 1417.
Quan el Concili fou clausurat (22 d'abril de 1418), Martí V va rebutjar invitacions de fer estada a Avinyó o en algunes ciutats alemanyes i es dirigí cap a Florència; finalment, el 28 de setembre de 1420, Martí V entrà a Roma i s'instal·là al Vaticà.

### Fi de l'edat mitjana
El 1433, després d'haver signat un tractat de pau amb Florència i Venècia, el duc Felip Maria Visconti de Milà va enviar els condottieri Niccolò Fortebraccio i Francesco Sforza a atacar els Estats Pontificis, en revenja pel suport del papa Eugeni IV, successor de Martí V, a Florència i Venècia. Comptant amb el suport dels Colonna, familiars de Martí V i contraris a Eugeni IV, Fortebraccio ocupà Tivoli i saquejà la ruralia de Roma. Malgrat els intents del papa d'arribar a una entesa amb el duc de Milà, el saqueig va continuar; per això, el 29 de maig de 1434, els romans van instaurar un govern comunal sota la direcció dels Banderesi. Per això, Eugeni IV va haver d'acabar fugint de Roma.
Tanmateix, els Banderari aviat van demostrar que eren incapaços de governar la ciutat; a més, el seu caràcter violent els alienà el suport popular. Per això, el 26 d'octubre de 1434, la ciutat fou restituïda al papa per l'exèrcit per les tropes de Giovanni Vitelleschi, després de la mort del qual, Roma quedà sota el govern de Ludovico Scarampo, Patriarca d'Aquil·lea, fins que Eugeni IV tornà a Roma el 28 de setembre de 1443.

## Roma moderna

### Renaixement
El pontificat de Nicolau V (1447 - 1455) va significar l'arribada del Renaixement a Roma, la qual esdevingué el centre de l'Humanisme. Nicolau V fou el primer papa a fer anar a Roma estudiosos i artistes, entre els quals Lorenzo Valla i Vespasiano da Bisticci. A més, també encarregà el disseny de reformes urbanístiques a Leon Battista Alberti, entre les quals, la construcció d'una nova basílica de Sant Pere.
El 4 de setembre de 1449, Nicolau V decretà un jubileu per a l'any següent, que va portar cap a Roma una gran quantitat de pelegrins procedents de tot arreu d'Europa; fins i tot va produir-se una desgràcia quan dues-centes persones moriren esclafades per la multitud al Ponte Sant'Angelo; per altra banda, aquell mateix any va declarar-se una epidèmia de pesta a Roma, i el papa abandonà la ciutat.
Una preocupació de Nicolau V fou afirmar el poder temporal del papat; el 1452, va coronar emperador a Roma Frederic III, la darrera vegada que un emperador es feu coronar a Roma. Pel gener de 1453, el papa feu penjar Stefano Porcari, cap d'una conspiració que aspirava a instaurar un règim republicà a Roma
Durant el pontificat de Papa Pau II (1464 - 1471), a Roma es va reintroduir la festa del Carnestoltes, durant segles, foren famosos els carnestoltes romans. El 1468, es va descobrir una conspiració contra el Papa ordida pels intel·lectuals de l'Acadèmia Romana, fundada per l'humanista Pomponio Leto. Els conspiradors foren reclosos al Castel Sant'Angelo.
El papa Sixt IV (1471 - 1484) fou un protector de les arts, igual com en el seu moment ho havia estat Nicolau V. Sixt IV va reobrir l'Acadèmia i reorganitzà el Collegio degli Abbreviatori, com també inicià la construcció de la Biblioteca Vaticana, el primer bibliotecari de la qual fou Bartolomeo Platina. El papa feu restaurar moltes esglésies, entre les quals Santa Maria del Popolo, l'Aqua Virgo i l'Hospital de l'Esperit Sant; també ordenà la construcció del pont sobre el Tíber que porta el seu nom. Ara bé, el seu principal projecte fou la construcció de la Capella Sixtina al Vaticà, per a la decoració de la qual cridà artistes de renom com ara Mino da Fiesole, Sandro Botticelli, Domenico Ghirlandaio, Pietro Perugino, Luca Signorelli i Pinturicchio; durant el segle xvi, la Capella Sixtina fou decorada amb els frescos de Miquel Àngel.
A Roma, el caos, la corrupció i el nepotisme foren la tònica dominant durant els pontificats d'Innocenci VIII (1484-1492) i d'Alexandre VI (1492 - 1503); així, durant el període de seu vacant que es donà entre la mort d'Innocenci VIII i l'elecció d'Alexandre VI, es produïren a Roma dos-cents vint assassinats.
Quan el rei Carles VIII de França entrà a Roma amb les seves tropes el 31 de desembre de 1494, Alexandre VI va haver de refugiar-se al Castel Sant'Angelo, esdevingut una fortalesa gràcies a les obres dutes a terme per l'arquitecte Antonio da Sangallo el Jove. El papa evità el saqueig de Roma reconeixent les pretensions de Carles VIII sobre el regne de Nàpols, motiu de la seva invasió d'Itàlia; ara bé, quan el rei de França abandonà Roma, Alexandre VI canvià de bàndol i s'uní a la lliga antifrancesa dels estats italians, que acabaren obligant Carles VIII a tornar-se'n cap a França.
Entre 1498 i 1499, Miquel Àngel esculpí la Pietà, situada actualment a la Basílica de Sant Pere del Vaticà. Roma assolí la seva màxima esplendor renaixentista durant els pontificats de Juli II (1503 - 1513) i dels dos papes Medici: Lleó X (1513 - 1521) i Climent VII (1523 - 1534); aleshores, Roma fou el principal centre d'art del món, on hi treballaren Bramante, constructor del temple de San Pietro in Montorio i dissenyador dels plànols del Vaticà, Rafael, autor dels frescos de la Capella Niccolina, de la Villa Farnesina, i de les estances de Juli II; el Moisès de Miquel Àngel fou concebut com un dels elements escultòrics de la tomba del papa Juli II.

### Saqueig de Roma
El 1527, l'ambigua política exterior del papa Climent VII va tenir com a conseqüència el saqueig de Roma per les tropes de l'emperador Carles V, amotinades perquè no cobraven les seves pagues. Durant uns quants dies, la ciutat fou devastada i molts dels seus habitants foren assassinats; el papa mateix va ser empresonat durant uns mesos al Castel Sant'Angelo. El saqueig marcà la fi d'una de les més esplendoroses èpoques de la Roma moderna.

### Contrareforma
El jubileu convocat per a 1525 fou un fracàs; la difusió de les doctrines de Martí Luter havien estès per tot arreu d'Europa la crítica i, fins i tot, el menyspreu per l'avidesa de diners del Papa.
Per tal de contrarestar el creixement de la Reforma Protestant, el papa Pau III (1534 - 1549) va convocar el Concili de Trento. Per altra banda, Pau III va contractar Miquel Àngel per pintar el fresc del Judici Final a la Capella Sixtina, com també li encarregà renovar el Campidoglio i la construcció de la Basílica de Sant Pere. Amb el propòsit d'evitar un nou saqueig com el de 1527, Pau III cridà l'arquitecte Giuliano da Sangallo el Jove per reforçar les muralles de la Ciutat Lleonina
El papa Pau IV (1555 - 1559) va oposar-se a la política de la Monarquia Hispànica, la qual cosa, però, va dur al setge de Roma per les tropes del virrei espanyol de Nàpols el 1556; en les negociacions de pau, el Papa va haver d'acabar acceptant la supremacia de Felip II.
En política interior, Pau IV va crear la Inquisició Romana, com també ordenà delimitar una zona al centre de Roma, al voltant del Porticus Octaviae per crear-hi un barri especial -Ghetto- on els jueus hi foren obligats a residir-hi, unes disposicions antisemites que després, el 1593, confirmà el papa Climent VIII. Pau IV fou un papa odiat; per això, a la seva mort, les turbes assaltaren el palau de la Inquisició.
L'esperit contrareformista s'afirmà a Roma durant el pontificat de Pius V (1566 - 1572), qui comptà amb la col·laboració del cardenal Carles Borromeo; tota la pompa i l'esplendor foren bandejades de la cúria papal, i els cardenals i els bisbes van ser obligats a residir a la ciutat. La blasfèmia i el concubinatge es castigaven durament; el poder de la Inquisició s'enfortí; fou aleshores, que Miquel Àngel obrí la Porta Pia i convertí els 
Banys de Dioclecià en l'espectacular basílica de Santa Maria degli Angeli e dei Martiri, on hi fou enterrat Pius IV.
El papa Gregori XIII (1572 - 1585) no va voler usar unes mesures tan dràstiques com les del seu predecessor, i s'esdevingué una relaxació de costums a la ciutat, amb el retorn d'alguns dels elements bandejats en temps de Pius V. La situació va canviar amb Sixt V (1585 - 1590), a qui li donaren malnoms com ara castigamatti ("castigador dels bojos"), papa di ferro, dictator i, fins i tot, dimoni, a causa del seu extremat zel en la reforma de l'Església i dels costums morals. Sixt V va reformar l'administració dels Estats Pontificis i va fer desaparèixer dels carrers de Roma tots els perdularis i gent de mal viure; ni tan sols els nobles i els cardenals podien considerar-se immunes a l'acció de la policia papal. Com que els diners dels impostos ja no es gastaven en corrupteles, el Papa va poder endegar un ambiciós pla de reformes urbanes com ara restaurar alguns antics aqüeductes, i construir-ne un de nou l'Acquedotto Felice (dit així perquè el nom de Sixt V era Felice Peretti); van ser construïdes noves cases en districtes desolats com ho eren l'Esquilí, el Viminal i el Quirinal, mentre que al centre s'enderrocaven cases velles per alçar-ne de noves. El principal propòsit de Sixt V era acondicionar la ciutat per a l'acollida de pelegrins, per això dissenyà carrers per accedir a les principals basíliques; es dugueren a terme obres d'embelliment de Sant Joan del Laterà, Santa Maria Maggiore i Sant Pere, com també construí la Piazza del Popolo, davant de Santa Maria del Popolo.
La Basílica de Sant Pere fou completada gràcies al finançament del projecte pel papa Pau V (1605 - 1621), el qual també feu restaurar un antic aqüeducte romà dit Aqua Traiana, que després, en honor de Pau V, passà a dir-se Aqua Paola, amb el qual es va poder proveir d'aigua el Trastevere i el Borgo, barriades situades a la vora dreta del Tíber. Per altra banda, Pau V va protegir el pintor barroc Guido Reni (1575 - 1642).
El 1650, el papa Innocenci X va celebrar un jublileu per al qual feu construir nous relleus a la Basílica de Sant Pere, així com erigir la Fontana dei Quattro Fiumi, dissenyada per Bernini, a la Piazza Navona, i construir el Palazzo Nuovo al Campidoglio. Posteriorment, Alexandre VII, un gran mecenes de Bernini, va fer enderrocar edificis per engrandir i eixamplar els carrers.